# 小行星27056
小行星27056（27056 Ginoloria）是一颗绕太阳运转的小行星，为主小行星带小行星。该小行星于1998年9月26日发现。

## 轨道参数
小行星27056的轨道半长轴为3.0454558 UA，离心率为0.14。